# Eccritosia
Eccritosia is een vliegengeslacht uit de familie van de roofvliegen (Asilidae).

## Soorten
- E. amphinome (Walker, 1849)
- E. barbata (Fabricius, 1787)
- E. plinthopyga (Wiedemann, 1821)
- E. rubriventris (Macquart, 1850)
- E. zamon (Townsend, 1895)